# Сандаун Рейсвей
37°57′03″ пд. ш. 145°10′01″ сх. д. / 37.9508° пд. ш. 145.167° сх. д.
Сандаун Рейсвей — мототраса у Мельбурні, Вікторія, розташована за 25 км на південний схід від центра міста. Довжина траси — понад 950 метрів.

## Історія
Первинно трасу було збудовано для кінних перегонів, але було закрито у 1930-их роках. Перебудова траси почалась невдовзі після завершення Другої світової війни. Асфальтований трек було збудовано навколо кінної ґрунтової дороги. Остаточно мототрек було відкрито 1962 року. Перші міжнародні змагання з мотоспорту пройшли на трасі у 1964 році.

## Гран-прі Австралії
Траса шість разів приймала Гран-прі Австралії з мотоспорту, востаннє — 1978 року. За сім років перегони стали частиною Чемпіонату світу з Formula 1.
Переможці Гран-прі Австралії на трасі Сандаун Рейсвей:
- 1964 — Джек Бребем — Brabham BT7A
- 1968 — Джим Кларк — Lotus 49Т
- 1972 — Грехем МакРей — Leda GM1
- 1973 — Грехем МакРей — McRae GM2
- 1976 — Джон Госс — Matich A53
- 1978 — Грехем МакРей — McRae GM3